# Élections législatives de 2022 dans le Morbihan
Les élections législatives françaises de 2022 dans le Morbihan se déroulent les 12 et 19 juin 2022. Dans le département, six députés sont à élire dans le cadre de six circonscriptions.

## Contexte

### Résultats de l'élection présidentielle de 2022 par circonscription
| Circonscription | 1er tour | 1er tour | 1er tour  |         | 2d tour | 2d tour |
| Circonscription | Macron   | Le Pen   | Mélenchon | Macron  | Le Pen  |         |
| --------------- | -------- | -------- | --------- | ------- | ------- | ------- |
| Circonscription |          |          |           |         |         |         |
| 1re             | 36,98 %  | 16,43 %  | 16,87 %   | 70,11 % | 29,89 % |         |
| 2e              | 32,34 %  | 20,86 %  | 18,74 %   | 64,14 % | 35,86 % |         |
| 3e              | 31,56 %  | 26,65 %  | 16,05 %   | 57,79 % | 42,21 % |         |
| 4e              | 32,34 %  | 25,25 %  | 17,19 %   | 58,30 % | 41,70 % |         |
| 5e              | 32,23 %  | 18,14 %  | 21,84 %   | 68,07 % | 31,93 % |         |
| 6e              | 29,69 %  | 24,79 %  | 18,45 %   | 58,57 % | 41,43 % |         |

## Système électoral
Les élections législatives ont lieu au scrutin uninominal majoritaire à deux tours dans des circonscriptions uninominales.
Est élu au premier tour le candidat qui réunit la majorité absolue des suffrages exprimés et un nombre de voix au moins égal au quart (25 %) des électeurs inscrits dans la circonscription. Si aucun des candidats ne satisfait ces conditions, un second tour est organisé entre les candidats ayant réuni un nombre de voix au moins égal à un huitième des inscrits (12,5 %) ; les deux candidats arrivés en tête du premier tour se maintiennent néanmoins par défaut si un seul ou aucun d'entre eux n'a atteint ce seuil. Au second tour, le candidat arrivé en tête est déclaré élu.
Le seuil de qualification basé sur un pourcentage du total des inscrits et non des suffrages exprimés rend plus difficile l'accès au second tour lorsque l'abstention est élevée. Le système permet en revanche l'accès au second tour de plus de deux candidats si plusieurs d'entre eux franchissent le seuil de 12,5 % des inscrits. Les candidats en lice au second tour peuvent ainsi être trois, un cas de figure appelé « triangulaire ». Les second tours où s'affrontent quatre candidats, appelés « quadrangulaire » sont également possibles, mais beaucoup plus rares.

### Partis et nuances
Les résultats des élections sont publiés en France par le ministère de l'Intérieur, qui classe les partis en leur attribuant des nuances politiques. Ces dernières sont décidées par les préfets, qui les attribuent indifféremment de l'étiquette politique déclarée par les candidats, qui peut être celle d'un parti ou une candidature sans étiquette.
En 2022, seules les coalitions Ensemble (ENS) et Nouvelle Union populaire écologique et sociale (NUP), ainsi que le Parti radical de gauche (RDG), l'Union des démocrates et indépendants (UDI), Les Républicains (LR), le Rassemblement national (RN) et Reconquête (REC) se voient attribuer  une nuance propre,,.
Tous les autres partis se voient attribuer l'une ou l'autre des nuances suivantes : DXG (divers extrême gauche), DVG (divers gauche), ECO (écologiste), REG (régionaliste), DVC (divers centre), DVD (divers droite), DSV (droite souverainiste) et DXD (divers extrême droite). Des partis comme Debout la France ou Lutte ouvrière ne disposent ainsi pas de nuance propre, et leurs résultats nationaux ne sont pas publiés séparément par le ministère, car mélangés avec d'autres partis (respectivement dans les nuances DSV et DXG),.

## Résultats

### Élus
| Circonscription                                 | Député sortant      | Parti ou nuance | Parti ou nuance | Groupe | Député élu ou réélu | Parti ou nuance | Parti ou nuance | Groupe |
| ----------------------------------------------- | ------------------- | --------------- | --------------- | ------ | ------------------- | --------------- | --------------- | ------ |
| 1re                                             | Hervé Pellois*      |                 | LREM            | LREM   | Anne Le Hénanff     |                 | HOR             | HOR    |
| 2e                                              | Jimmy Pahun         |                 | MoDem           | MoDem  | Jimmy Pahun         |                 | MoDem           | DEM    |
| 3e                                              | Nicole Le Peih      |                 | LREM            | LREM   | Nicole Le Peih      |                 | LREM            | RE     |
| 4e                                              | Paul Molac          |                 | REG             | LT     | Paul Molac          |                 | REG             | LIOT   |
| 5e                                              | Gwendal Rouillard*  |                 | LREM            | LREM   | Lysiane Métayer     |                 | TdP             | RE     |
| 6e                                              | Jean-Michel Jacques |                 | LREM            | LREM   | Jean-Michel Jacques |                 | LREM            | RE     |
| * Député sortant ne se représentant pas en 2022 |                     |                 |                 |        |                     |                 |                 |        |

### Résultats à l'échelle du département

#### Résultats par coalition
| Parti et coalition                                           | Parti et coalition                                           | Parti et coalition                                           | Premier tour | Premier tour | Premier tour | Second tour   | Second tour   | Second tour | Total Sièges  | +/-           |  |
| Parti et coalition                                           | Parti et coalition                                           | Parti et coalition                                           | Voix         | %            | Sièges       | Voix          | %             | Sièges      | Total Sièges  | +/-           |  |
| ------------------------------------------------------------ | ------------------------------------------------------------ | ------------------------------------------------------------ | ------------ | ------------ | ------------ | ------------- | ------------- | ----------- | ------------- | ------------- |  |
|                                                              |                                                              | Horizons (H)                                                 | 31 628       | 10,04        | 0            | 48 013        | 16,62         | 1           | 1             | Nv            |  |
|                                                              | La République en marche (LREM)                               | 30 354                                                       | 9,64         | 0            | 48 208       | 16,69         | 2             | 2           | 3             |               |  |
|                                                              | Mouvement démocrate (MoDem)                                  | 19 426                                                       | 6,17         | 0            | 32 026       | 11,09         | 1             | 1           | Nv            |               |  |
|                                                              | Territoires de progrès (TdP)                                 | 9 423                                                        | 2,99         | 0            | 19 666       | 6,81          | 1             | 1           | Nv            |               |  |
| Total Ensemble (ENS)                                         | Total Ensemble (ENS)                                         | 90 831                                                       | 28,84        | 0            | 147 913      | 51,21         | 5             | 5           | 1             |               |  |
|                                                              |                                                              | La France insoumise (LFI)                                    | 27 002       | 8,57         | 0            | 42 355        | 14,67         | 0           | 0             | en stagnation |  |
|                                                              | Parti socialiste (PS)                                        | 15 432                                                       | 4,90         | 0            | 23 648       | 8,19          | 0             | 0           | en stagnation |               |  |
|                                                              | Europe Écologie Les Verts (EELV)                             | 12 916                                                       | 4,10         | 0            | 18 634       | 6,45          | 0             | 0           | en stagnation |               |  |
|                                                              | La France insoumise - Ensemble ! (LFI - E!)                  | 10 744                                                       | 3,41         | 0            | 18 588       | 6,44          | 0             | 0           | en stagnation |               |  |
|                                                              | Parti communiste français (PCF)                              | 10 589                                                       | 3,36         | 0            |              |               |               | 0           | en stagnation |               |  |
| Total Nouvelle Union populaire écologique et sociale (NUPES) | Total Nouvelle Union populaire écologique et sociale (NUPES) | 76 683                                                       | 24,35        | 0            | 103 225      | 35,74         | 0             | 0           | en stagnation |               |  |
|                                                              | Rassemblement national (RN)                                  | Rassemblement national (RN)                                  | 50 034       | 15,89        | 0            |               |               |             | 0             | en stagnation |  |
|                                                              |                                                              | Sans étiquette                                               | 21 900       | 6,95         | 0            | 37 678        | 13,05         | 1           | 1             | Nv            |  |
|                                                              | Union démocratique bretonne (UDB)                            | 5 967                                                        | 1,89         | 0            |              |               |               | 0           | en stagnation |               |  |
| Total Régions et peuples solidaires (R&PS)                   | Total Régions et peuples solidaires (R&PS)                   | 27 867                                                       | 8,85         | 0            | 37 678       | 13,05         | 1             | 1           | 1             |               |  |
|                                                              |                                                              | Les Républicains (LR)                                        | 17 855       | 5,67         | 0            |               |               |             | 0             | en stagnation |  |
|                                                              | Union des démocrates et indépendants (UDI)                   | 1 293                                                        | 0,41         | 0            | 0            | en stagnation |               |             |               |               |  |
| Total Union de la droite et du centre (UDC)                  | Total Union de la droite et du centre (UDC)                  | 19 148                                                       | 6,08         | 0            | 0            | en stagnation |               |             |               |               |  |
|                                                              |                                                              | Reconquête (REC)                                             | 9 777        | 3,10         | 0            | 0             | Nv            |             |               |               |  |
|                                                              | Mouvement conservateur (MC)                                  | 1 890                                                        | 0,60         | 0            | 0            | Nv            |               |             |               |               |  |
| Total Reconquête et alliés (REC)                             | Total Reconquête et alliés (REC)                             | 11 667                                                       | 3,71         | 0            | 0            | Nv            |               |             |               |               |  |
|                                                              | Dissidents Ensemble                                          | Dissidents Ensemble                                          | 8 865        | 2,82         | 0            | 0             | Nv            |             |               |               |  |
|                                                              | Dissidents Les Républicains                                  | Dissidents Les Républicains                                  | 7 850        | 2,49         | 0            | 0             | Nv            |             |               |               |  |
|                                                              |                                                              | Debout la France (DLF)                                       | 3 059        | 0,97         | 0            | 0             | en stagnation |             |               |               |  |
|                                                              | Les Patriotes (LP)                                           | 902                                                          | 0,29         | 0            | 0            | Nv            |               |             |               |               |  |
| Total Union pour la France (UPF)                             | Total Union pour la France (UPF)                             | 3 961                                                        | 1,26         | 0            | 0            | en stagnation |               |             |               |               |  |
|                                                              | Parti animaliste (PA)                                        | Parti animaliste (PA)                                        | 3 504        | 1,11         | 0            | 0             | en stagnation |             |               |               |  |
|                                                              | Lutte ouvrière (LO)                                          | Lutte ouvrière (LO)                                          | 2 979        | 0,95         | 0            | 0             | en stagnation |             |               |               |  |
|                                                              |                                                              | Parti breton (PB)                                            | 2 871        | 0,91         | 0            | 0             | en stagnation |             |               |               |  |
| Total Pays unis (PU)                                         | Total Pays unis (PU)                                         | 2 871                                                        | 0,91         | 0            | 0            | en stagnation |               |             |               |               |  |
|                                                              |                                                              | L'Engagement (ENG)                                           | 2 050        | 0,65         | 0            | 0             | Nv            |             |               |               |  |
| Total Fédération de la gauche républicaine (FGR)             | Total Fédération de la gauche républicaine (FGR)             | 2 050                                                        | 0,65         | 0            | 0            | Nv            |               |             |               |               |  |
|                                                              | Brouette                                                     | Brouette                                                     | 1 281        | 0,41         | 0            | 0             | Nv            |             |               |               |  |
|                                                              | Union des démocrates et indépendants (UDI) - hors accord UDC | Union des démocrates et indépendants (UDI) - hors accord UDC | 759          | 0,24         | 0            | 0             | en stagnation |             |               |               |  |
|                                                              |                                                              | L'Écologie autrement (LÉA)                                   | 680          | 0,22         | 0            | 0             | Nv            |             |               |               |  |
| Total Tous unis pour le vivant (TUPV)                        | Total Tous unis pour le vivant (TUPV)                        | 680                                                          | 0,22         | 0            | 0            | Nv            |               |             |               |               |  |
|                                                              |                                                              | EnVie d’Un Nôtre Monde (EVUNM)                               | 436          | 0,14         | 0            | 0             | Nv            |             |               |               |  |
| Total Convergence RIC (CRIC)                                 | Total Convergence RIC (CRIC)                                 | 436                                                          | 0,14         | 0            | 0            | Nv            |               |             |               |               |  |
|                                                              | Parti ouvrier indépendant démocratique (POID)                | Parti ouvrier indépendant démocratique (POID)                | 396          | 0,13         | 0            | 0             | Nv            |             |               |               |  |
|                                                              | Parti pirate (PP)                                            | Parti pirate (PP)                                            | 1            | 0,00         | 0            | 0             | Nv            |             |               |               |  |
|                                                              |                                                              | Union des centristes et des écologistes (UCE)                | 0            | 0,00         | 0            | 0             | Nv            |             |               |               |  |
| Total Les écologistes avec la majorité présidentielle (ÉMP)  | Total Les écologistes avec la majorité présidentielle (ÉMP)  | 0                                                            | 0,00         | 0            | 0            | en stagnation |               |             |               |               |  |
|                                                              | Sans étiquette (SE)                                          | Sans étiquette (SE)                                          | 3 031        | 0,96         | 0            | 0             | en stagnation |             |               |               |  |
|                                                              |                                                              |                                                              |              |              |              |               |               |             |               |               |  |
| Suffrages exprimés                                           | Suffrages exprimés                                           | Suffrages exprimés                                           | 314 894      | 98,01        |              | 288 816       | 92,84         |             |               |               |  |
| Votes blancs                                                 | Votes blancs                                                 | Votes blancs                                                 | 4 588        | 1,43         | 15 407       | 4,95          |               |             |               |               |  |
| Votes nuls                                                   | Votes nuls                                                   | Votes nuls                                                   | 1 806        | 0,56         | 6 852        | 2,20          |               |             |               |               |  |
| Total                                                        | Total                                                        | Total                                                        | 321 288      | 100          | 0            | 311 075       | 100           | 6           | 6             | en stagnation |  |
| Abstentions                                                  | Abstentions                                                  | Abstentions                                                  | 289 880      | 47,43        |              | 300 132       | 49,10         |             |               |               |  |
| Inscrits/Participation                                       | Inscrits/Participation                                       | Inscrits/Participation                                       | 611 168      | 52,57        | 611 207      | 50,90         |               |             |               |               |  |

#### Résultats par nuance
| Nuance                 | Nuance                                         | Nuance                 | Premier tour | Premier tour | Premier tour | Second tour | Second tour   | Second tour | Total Sièges | +/-           |  |
| Nuance                 | Nuance                                         | Nuance                 | Voix         | %            | Sièges       | Voix        | %             | Sièges      | Total Sièges | +/-           |  |
| ---------------------- | ---------------------------------------------- | ---------------------- | ------------ | ------------ | ------------ | ----------- | ------------- | ----------- | ------------ | ------------- |  |
|                        | Ensemble !                                     | ENS                    | 90 831       | 28,84        | 0            | 147 913     | 51,21         | 5           | 5            | 1             |  |
|                        | Nouvelle Union populaire écologique et sociale | NUP                    | 76 683       | 24,35        | 0            | 103 225     | 35,74         | 0           | 0            | en stagnation |  |
|                        | Rassemblement national                         | RN                     | 50 034       | 15,89        | 0            |             |               |             | 0            | en stagnation |  |
|                        | Régionaliste                                   | REG                    | 30 738       | 9,76         | 0            | 37 678      | 13,05         | 1           | 1            | 1             |  |
|                        | Les Républicains                               | LR                     | 17 855       | 5,67         | 0            |             |               |             | 0            | en stagnation |  |
|                        | Divers droite                                  | DVD                    | 16 635       | 5,28         | 0            | 0           | en stagnation |             |              |               |  |
|                        | Reconquête                                     | REC                    | 11 667       | 3,71         | 0            | 0           | Nv            |             |              |               |  |
|                        | Ecologistes                                    | ECO                    | 5 465        | 1,74         | 0            | 0           | en stagnation |             |              |               |  |
|                        | Droite souverainiste                           | DSV                    | 3 961        | 1,26         | 0            | 0           | en stagnation |             |              |               |  |
|                        | Divers extrême gauche                          | DXG                    | 3 375        | 1,07         | 0            | 0           | en stagnation |             |              |               |  |
|                        | Divers centre                                  | DVC                    | 2 772        | 0,88         | 0            | 0           | Nv            |             |              |               |  |
|                        | Divers gauche                                  | DVG                    | 2 389        | 0,76         | 0            | 0           | en stagnation |             |              |               |  |
|                        | Union des démocrates et indépendants           | UDI                    | 2 052        | 0,65         | 0            | 0           | en stagnation |             |              |               |  |
|                        | Divers                                         | DIV                    | 437          | 0,14         | 0            | 0           | en stagnation |             |              |               |  |
|                        |                                                |                        |              |              |              |             |               |             |              |               |  |
| Suffrages exprimés     | Suffrages exprimés                             | Suffrages exprimés     | 314 894      | 98,01        |              | 288 816     | 92,84         |             |              |               |  |
| Votes blancs           | Votes blancs                                   | Votes blancs           | 4 588        | 1,43         | 15 407       | 4,95        |               |             |              |               |  |
| Votes nuls             | Votes nuls                                     | Votes nuls             | 1 806        | 0,56         | 6 852        | 2,20        |               |             |              |               |  |
| Total                  | Total                                          | Total                  | 321 288      | 100          | 0            | 311 075     | 100           | 6           | 6            | en stagnation |  |
| Abstentions            | Abstentions                                    | Abstentions            | 289 880      | 47,43        |              | 300 132     | 49,10         |             |              |               |  |
| Inscrits/Participation | Inscrits/Participation                         | Inscrits/Participation | 611 168      | 52,57        | 611 207      | 50,90       |               |             |              |               |  |

### Cartes

Nuance politique des candidats arrivés en tête dans chaque commune au 1er tour.
Nuance politique des candidats arrivés en tête dans chaque commune au 2e tour.

### Analyse
Le Morbihan renouvelle sa confiance à la coalition présidentielle, Ensemble, à l'exception du cas particulier de Paul Molac.
Le député régionaliste, élu en 2012 avec le soutien de la gauche, réélu en 2017 sous la bannière macroniste, fait bande à part en 2022, avec le soutien de Régions et peuples solidaires. Il est largement en tête du premier tour dans son secteur, doublant le score de ses trois adversaires principaux. Ceux-ci étant Florent de Kersauson, homme d'affaires RN proche de la famille Le Pen, Lhéa Le Flécher, trésorière des jeunesses communistes et Rozenn Guégan, conseillère départementale Horizons de Moréac. Obtenant des scores proches, c'est cette dernière candidate qui se qualifie avec 35 voix d'avance sur la candidate NUPES. Paul Molac n'a aucun mal à se défaire de la candidate Ensemble au second tour, dépassant les 70 % des voix.
Pour les cinq autres secteurs, cela tourne à l'affrontement surtout entre Ensemble et la NUPES dont les candidats se qualifient systématiquement, avec le RN en progression, en troisième place dans quatre cas. Le score le plus significatif revient à la conseillère régionale Aurélie Le Goff à l'ouest du département. Elle parvient à dépasser 20 % des voix, soit environ 10 000 suffrages. Depuis 1988, dans la même circonscription, aucun candidat FN n'avait jamais dépassé 9 % des voix et 5 000 suffrages.
La lutte la plus serrée a lieu à Lorient où le sortant marcheur, ex-PS, Gwendal Rouillard, député depuis 2011, ne se représente pas. La coalition Ensemble soutient Lysiane Métayer, issue de Territoires de progrès, ancienne candidate LREM aux élections municipales de 2020 à Lorient. Toutefois, Ronan Loas, maire Horizons de Ploemeur, se présente en dissidence. Il obtient plus de 38 % dans sa ville et est en tête à Larmor-Plage. Cela ne suffit cependant pas et il est devancé de peu par la candidate officielle qui se qualifie pour le second tour. Elle accuse alors un retard de plus de huit points sur son opposant NUPES. Il s'agit de l'écologiste Damien Girard, tête de liste de l'union de la gauche en 2020 aux élections municipales à Lorient. Bien que Damien Girard parvienne à être majoritaire à Lorient au deuxième tour, (52,5 % des voix) cela n'est pas suffisant face à Lysiane Métayer qui comble son retard du premier tour et entre à l'Assemblée.
Une autre nouvelle députée est également élue à Vannes. Il s'agit d'Anne Le Hénanff, première adjointe au maire du chef-lieu. L'élue Horizons s'impose largement face au candidat socialiste, Luc Foucault, ancien maire de Séné.
Les trois autres sortants sont tous aisément reconduits. Jimmy Pahun à Auray, qui était opposé à Karol Kirchner, conseiller municipal insoumis au Palais sur Belle-Île, dépasse 58 % des voix. On peut noter que le candidat de la gauche obtient tout de même, de peu, la majorité des voix dans son bourg bellîlois.
Plus au nord, la marcheuse Nicole Le Peih s'est vu opposer la même opposante insoumise qu'en 2017, en la personne de Marie-Madeleine Doré-Lucas, conseillère municipale insoumise à Pontivy. Si la victoire est large pour la sortante, on peut noter un repli de dix points sur son score du deuxième tour, par rapport à 2017. Alors que l'UDC a peiné partout ailleurs, souffrant de dissidences importantes à Vannes et Auray, étant absente à Lorient, et ne dépassant pas 4 % des voix dans les deux autres secteurs, le score de son candidat ici est notable en comparaison. Benoît Quéro, maire LR de Pluméliau-Bieuzy et vice-président du département, obtient 17 % des voix (plus de 43 % dans sa commune).
Enfin, concernant le secteur le plus occidental du département, c'est aussi le statu quo avec la réélection du marcheur Jean-Michel Jacques. Il obtient un score similaire à 2017 au second tour mais est cette fois opposé à la NUPES. Jean-Michel Baudry, militant insoumis et ancien gilet jaune doit s'incliner avec 45 % des voix sur son nom, après avoir éliminé la candidate RN, Aurélie Le Goff, sus-mentionnée. On peut remarquer le résultat à Hennebont, commune la plus peuplée du secteur, où le député ne devance son opposant que de 14 voix au deuxième tour.

## Résultats par circonscription

### Première circonscription
Député sortant : Hervé Pellois (La République en marche), qui ne se représente pas.
| Candidat                 | Candidat                 | Parti et coalition       | Nuance                   | Premier tour | Premier tour | Second tour | Second tour |
| Candidat                 | Candidat                 | Parti et coalition       | Nuance                   | Voix         | %            | Voix        | %           |
| ------------------------ | ------------------------ | ------------------------ | ------------------------ | ------------ | ------------ | ----------- | ----------- |
|                          | Anne Le Hénanff          | H (ENS)                  | ENS                      | 21 004       | 34,05        | 34 382      | 59,25       |
|                          | Luc Foucault             | PS (NUPES)               | NUP                      | 15 432       | 25,01        | 23 648      | 40,75       |
|                          | Lydia Le Barz            | RN                       | RN                       | 7 145        | 11,58        |             |             |
|                          | François Ars             | LR (UDC)                 | LR                       | 5 009        | 8,12         |             |             |
|                          | François Mousset         | LR diss.                 | DVD                      | 3 914        | 6,34         |             |             |
|                          | Franck Chevrel           | REC                      | REC                      | 2 954        | 4,79         |             |             |
|                          | Yann Le Baraillec        | ENG (FGR)                | DVG                      | 2 050        | 3,32         |             |             |
|                          | Jean-Jacques Page,       | PB (PU)                  | REG                      | 860          | 1,39         |             |             |
|                          | David Cabas              | DLF (UPF)                | DSV                      | 779          | 1,26         |             |             |
|                          | Magali Croci-Étienne     | PA                       | ECO                      | 751          | 1,22         |             |             |
|                          | Françoise Ramel          | UDB (R&PS)               | REG                      | 655          | 1,06         |             |             |
|                          | Bertrand Deléon,         | EVUNM (CRIC)             | DIV                      | 436          | 0,71         |             |             |
|                          | Paul Robel               | POID                     | DXG                      | 396          | 0,64         |             |             |
|                          | Marc Peschanski          | LO                       | DXG                      | 307          | 0,50         |             |             |
|                          |                          |                          |                          |              |              |             |             |
| Votes valides            | Votes valides            | Votes valides            | Votes valides            | 61 692       | 98,34        | 58 030      | 93,81       |
| Votes blancs             | Votes blancs             | Votes blancs             | Votes blancs             | 788          | 1,26         | 2 780       | 4,49        |
| Votes nuls               | Votes nuls               | Votes nuls               | Votes nuls               | 254          | 0,40         | 1 052       | 1,70        |
| Total                    | Total                    | Total                    | Total                    | 62 734       | 100          | 61 862      | 100         |
| Abstention               | Abstention               | Abstention               | Abstention               | 52 116       | 45,38        | 52 995      | 46,14       |
| Inscrits / participation | Inscrits / participation | Inscrits / participation | Inscrits / participation | 114 850      | 54,62        | 114 857     | 53,86       |

### Deuxième circonscription
Député sortant : Jimmy Pahun (Mouvement démocrate)
| Candidat                 | Candidat                           | Parti et coalition       | Nuance                   | Premier tour | Premier tour | Second tour | Second tour |
| Candidat                 | Candidat                           | Parti et coalition       | Nuance                   | Voix         | %            | Voix        | %           |
| ------------------------ | ---------------------------------- | ------------------------ | ------------------------ | ------------ | ------------ | ----------- | ----------- |
|                          | Jimmy Pahun                        | MoDem (ENS)              | ENS                      | 19 426       | 32,94        | 32 026      | 58,60       |
|                          | Karol Kirchner                     | LFI (NUPES)              | NUP                      | 14 667       | 24,87        | 22 630      | 41,40       |
|                          | Joseph Martin                      | RN                       | RN                       | 9 054        | 15,35        |             |             |
|                          | Franck Vallein                     | LR diss.                 | DVD                      | 3 936        | 6,67         |             |             |
|                          | Sophie Lemoulinier                 | LR (UDC)                 | LR                       | 3 009        | 5,10         |             |             |
|                          | Pierre-Léon Luneau                 | SE                       | DVC                      | 2 692        | 4,56         |             |             |
|                          | Florence Kappeler                  | REC                      | REC                      | 2 390        | 4,05         |             |             |
|                          | Jean-Christophe Cordaillat-Dallara | UDB (R&PS)               | REG                      | 1 058        | 1,79         |             |             |
|                          | Alexandre Vellutini                | LP (UPF)                 | DSV                      | 902          | 1,53         |             |             |
|                          | Corinne Brière                     | PA                       | ECO                      | 722          | 1,22         |             |             |
|                          | Alain Malardé ,                    | PB (PU)                  | REG                      | 565          | 0,96         |             |             |
|                          | Yves Cheère                        | LO                       | DXG                      | 558          | 0,95         |             |             |
|                          | Rachel Le Bihan                    | PP                       | DIV                      | 1            | 0,00         |             |             |
|                          |                                    |                          |                          |              |              |             |             |
| Votes valides            | Votes valides                      | Votes valides            | Votes valides            | 58 980       | 97,96        | 54 656      | 92,04       |
| Votes blancs             | Votes blancs                       | Votes blancs             | Votes blancs             | 880          | 1,46         | 3 218       | 5,42        |
| Votes nuls               | Votes nuls                         | Votes nuls               | Votes nuls               | 348          | 0,58         | 1 508       | 2,54        |
| Total                    | Total                              | Total                    | Total                    | 60 208       | 100          | 59 382      | 100         |
| Abstention               | Abstention                         | Abstention               | Abstention               | 52 195       | 46,44        | 53 021      | 47,17       |
| Inscrits / participation | Inscrits / participation           | Inscrits / participation | Inscrits / participation | 112 403      | 53,56        | 112 403     | 52,83       |

### Troisième circonscription
Député sortant : Nicole Le Peih (La République en marche)
| Candidat                 | Candidat                    | Parti et coalition       | Nuance                   | Premier tour | Premier tour | Second tour | Second tour |
| Candidat                 | Candidat                    | Parti et coalition       | Nuance                   | Voix         | %            | Voix        | %           |
| ------------------------ | --------------------------- | ------------------------ | ------------------------ | ------------ | ------------ | ----------- | ----------- |
|                          | Nicole Le Peih              | LREM (ENS)               | ENS                      | 13 902       | 29,13        | 24 283      | 56,64       |
|                          | Marie-Madeleine Doré-Lucas, | LFI - E! (NUPES)         | NUP                      | 10 744       | 22,51        | 18 588      | 43,36       |
|                          | Alice Gohin                 | RN                       | RN                       | 8 938        | 18,73        |             |             |
|                          | Benoît Quéro                | LR (UDC)                 | LR                       | 8 113        | 17,00        |             |             |
|                          | Régis Le Gall               | REC                      | REC                      | 1 414        | 2,96         |             |             |
|                          | Lionel Epaillard            | Brouette                 | ECO                      | 1 281        | 2,68         |             |             |
|                          | Lydie Massard               | UDB (R&PS)               | REG                      | 914          | 1,92         |             |             |
|                          | Julie Cuciniello            | DLF (UPF)                | DSV                      | 828          | 1,74         |             |             |
|                          | Julie Lepert                | LO                       | DXG                      | 548          | 1,15         |             |             |
|                          | Pierre-Alexandre Lugué      | PB (PU)                  | REG                      | 482          | 1,01         |             |             |
|                          | Charlène Coudé              | PA                       | ECO                      | 478          | 1,00         |             |             |
|                          | Yoann Lopez                 | H diss.                  | DVC                      | 80           | 0,17         |             |             |
|                          |                             |                          |                          |              |              |             |             |
| Votes valides            | Votes valides               | Votes valides            | Votes valides            | 47 722       | 97,50        | 42 871      | 90,87       |
| Votes blancs             | Votes blancs                | Votes blancs             | Votes blancs             | 832          | 1,70         | 2 828       | 5,99        |
| Votes nuls               | Votes nuls                  | Votes nuls               | Votes nuls               | 391          | 0,80         | 1 480       | 3,14        |
| Total                    | Total                       | Total                    | Total                    | 48 945       | 100          | 47 179      | 100         |
| Abstention               | Abstention                  | Abstention               | Abstention               | 47 683       | 49,35        | 49 456      | 51,18       |
| Inscrits / participation | Inscrits / participation    | Inscrits / participation | Inscrits / participation | 96 628       | 50,65        | 96 635      | 48,82       |

### Quatrième circonscription
Député sortant : Paul Molac (Régionaliste)
| Candidat                 | Candidat                 | Parti et coalition       | Nuance                   | Premier tour | Premier tour | Second tour | Second tour |
| Candidat                 | Candidat                 | Parti et coalition       | Nuance                   | Voix         | %            | Voix        | %           |
| ------------------------ | ------------------------ | ------------------------ | ------------------------ | ------------ | ------------ | ----------- | ----------- |
|                          | Paul Molac               | SE (R&PS)                | REG                      | 21 900       | 37,65        | 37 678      | 73,43       |
|                          | Rozenn Guégan            | H (ENS)                  | ENS                      | 10 624       | 18,26        | 13 631      | 26,57       |
|                          | Lhéa Le Flécher          | PCF (NUPES)              | NUP                      | 10 589       | 18,20        |             |             |
|                          | Florent de Kersauson     | RN                       | RN                       | 9 377        | 16,12        |             |             |
|                          | Sophie Régnier           | REC                      | REC                      | 1 767        | 3,04         |             |             |
|                          | Maria Louro              | UDI (UDC)                | UDI                      | 1 293        | 2,22         |             |             |
|                          | Khaled Mamar             | LEA (TUPV)               | ECO                      | 680          | 1,17         |             |             |
|                          | Isabelle Decuypère       | DLF (UPF)                | DSV                      | 671          | 1,15         |             |             |
|                          | Béatrice Marin           | PA                       | ECO                      | 424          | 0,73         |             |             |
|                          | Jean-Marc Clodic         | SE                       | DVG                      | 339          | 0,58         |             |             |
|                          | Patrice Crunil           | LO                       | DXG                      | 321          | 0,55         |             |             |
|                          | Béatrice Laigre          | PB (PU)                  | REG                      | 182          | 0,31         |             |             |
|                          | Louise Tonye             | UCE (ÉMP)                | ECO                      | 0            | 0,00         |             |             |
|                          |                          |                          |                          |              |              |             |             |
| Votes valides            | Votes valides            | Votes valides            | Votes valides            | 58 167       | 98,57        | 51 309      | 95,02       |
| Votes blancs             | Votes blancs             | Votes blancs             | Votes blancs             | 581          | 0,98         | 1 927       | 3,57        |
| Votes nuls               | Votes nuls               | Votes nuls               | Votes nuls               | 263          | 0,45         | 760         | 1,41        |
| Total                    | Total                    | Total                    | Total                    | 59 011       | 100          | 53 996      | 100         |
| Abstention               | Abstention               | Abstention               | Abstention               | 52 720       | 47,18        | 57 742      | 51,68       |
| Inscrits / participation | Inscrits / participation | Inscrits / participation | Inscrits / participation | 111 731      | 52,82        | 111 738     | 48,32       |

### Cinquième circonscription
Député sortant : Gwendal Rouillard (La République en marche), qui ne se représente pas.
| Candidat                 | Candidat                 | Parti et coalition       | Nuance                   | Premier tour | Premier tour | Second tour | Second tour |
| Candidat                 | Candidat                 | Parti et coalition       | Nuance                   | Voix         | %            | Voix        | %           |
| ------------------------ | ------------------------ | ------------------------ | ------------------------ | ------------ | ------------ | ----------- | ----------- |
|                          | Damien Girard            | EÉLV (NUPES)             | NUP                      | 12 916       | 31,47        | 18 634      | 48,65       |
|                          | Lysiane Métayer          | TdP (ENS)                | ENS                      | 9 423        | 22,96        | 19 666      | 51,35       |
|                          | Ronan Loas               | HOR diss.                | DVD                      | 8 785        | 21,41        |             |             |
|                          | David Mégel              | RN                       | RN                       | 5 307        | 12,93        |             |             |
|                          | Thibault Perrin          | MC                       | REC                      | 1 890        | 4,61         |             |             |
|                          | Gaël Briand              | UDB (R&PS)               | REG                      | 1 360        | 3,31         |             |             |
|                          | Blandine Pierron         | LO                       | DXG                      | 563          | 1,37         |             |             |
|                          | Ghislaine Paoli          | PA                       | ECO                      | 547          | 1,33         |             |             |
|                          | Jean-Louis Questiaux     | PB (PU)                  | REG                      | 250          | 0,61         |             |             |
|                          |                          |                          |                          |              |              |             |             |
| Votes valides            | Votes valides            | Votes valides            | Votes valides            | 41 041       | 98,21        | 38 300      | 93,44       |
| Votes blancs             | Votes blancs             | Votes blancs             | Votes blancs             | 585          | 1,40         | 2 044       | 4,99        |
| Votes nuls               | Votes nuls               | Votes nuls               | Votes nuls               | 162          | 0,39         | 644         | 1,57        |
| Total                    | Total                    | Total                    | Total                    | 41 788       | 100          | 40 988      | 100         |
| Abstention               | Abstention               | Abstention               | Abstention               | 40 041       | 48,93        | 40 851      | 49,92       |
| Inscrits / participation | Inscrits / participation | Inscrits / participation | Inscrits / participation | 81 829       | 51,07        | 81 839      | 50,08       |

### Sixième circonscription
Député sortant : Jean-Michel Jacques (La République en marche).
| Candidat                 | Candidat                 | Parti et coalition       | Nuance                   | Premier tour | Premier tour | Second tour | Second tour |
| Candidat                 | Candidat                 | Parti et coalition       | Nuance                   | Voix         | %            | Voix        | %           |
| ------------------------ | ------------------------ | ------------------------ | ------------------------ | ------------ | ------------ | ----------- | ----------- |
|                          | Jean-Michel Jacques      | LREM (ENS)               | ENS                      | 16 452       | 34,79        | 23 925      | 54,81       |
|                          | Jean-Michel Baudry,      | LFI (NUPES)              | NUP                      | 12 335       | 26,08        | 19 725      | 45,19       |
|                          | Aurélie Le Goff          | RN                       | RN                       | 10 213       | 21,60        |             |             |
|                          | Tiphaine Siret           | UDB (R&PS)               | REG                      | 1 980        | 4,19         |             |             |
|                          | Guillaume Kiefer         | LR (UDC)                 | LR                       | 1 724        | 3,65         |             |             |
|                          | Anne Bernard             | REC                      | REC                      | 1 252        | 2,65         |             |             |
|                          | Valère Charlery          | DLF (UPF)                | DSV                      | 781          | 1,65         |             |             |
|                          | Kahina Naït-Kaci         | UDI                      | UDI                      | 759          | 1,60         |             |             |
|                          | Kelig Lagrée             | LO                       | DXG                      | 682          | 1,44         |             |             |
|                          | Matilda Parrat           | PA                       | ECO                      | 582          | 1,23         |             |             |
|                          | Christelle Rosconval     | PB (PU)                  | REG                      | 532          | 1,12         |             |             |
|                          | Olivier Huguet           | SE                       | DVD                      | 0            | 0,00         |             |             |
|                          |                          |                          |                          |              |              |             |             |
| Votes valides            | Votes valides            | Votes valides            | Votes valides            | 47 292       | 97,30        | 43 650      | 91,57       |
| Votes blancs             | Votes blancs             | Votes blancs             | Votes blancs             | 922          | 1,90         | 2 610       | 5,48        |
| Votes nuls               | Votes nuls               | Votes nuls               | Votes nuls               | 388          | 0,80         | 1 408       | 2,95        |
| Total                    | Total                    | Total                    | Total                    | 48 602       | 100          | 47 668      | 100         |
| Abstention               | Abstention               | Abstention               | Abstention               | 45 125       | 48,15        | 46 067      | 49,15       |
| Inscrits / participation | Inscrits / participation | Inscrits / participation | Inscrits / participation | 93 727       | 51,85        | 93 735      | 50,85       |